# Michael Gambier-Parry
El General major Michael Denman Gambier-Parry MC DL (21 d'agost de 1891 - 30 d'abril de 1976) va ser un oficial superior de l'exèrcit britànic que va comandar breument la 2a Divisió Blindada durant la campanya del Desert Occidental de la Segona Guerra Mundial.

## Carrera militar
Educat a l'Eton College, Gambier-Parry va ingressar al Royal Military College de Sandhurst i va ser destinat als Royal Welch Fusiliers el març de 1911. Va servir a la Primera Guerra Mundial a França (amb la Creu Militar el 1916) i a la campanya de Gallipoli i després a la campanya de Mesopotàmia.
Després de tornar a Sandhurst va assistir al Staff College de Camberley de 1923 a 1924 i es va traslladar al Royal Tank Corps el 1924. Després va servir com a oficial d'estat major a la War Office abans de convertir-se en comandant de la Brigada d'Infanteria de Malaya el 1938.
Va servir a la Segona Guerra Mundial com a cap de la missió militar britànica a Grècia el 1940, durant la guerra grecoitaliana i després com a oficial general al comandament de la 2a divisió blindada al nord d'Àfrica abans de convertir-se en presoner de guerra el 1941.
Va ser capturat pels italians a Mechili l'abril de 1941. Junt amb Philip Neame, Richard O'Connor, John Combe i George Younghusband, va ser enviat al camp de presoners PG12 de Castello de Vincigliata prop de Florència. El setembre de 1943 va fugir amb la resta d'oficials i després de diverses aventures va arribar a Roma on van obtenir santuari en un convent, fins que van arribar els aliats; es va retirar el 1944.